# عمق (نظریه حلقه‌ها)
در جبر جابجایی و جبر همولوژی، عمق ناوردایی مهم از حلقه ها و مدولهاست. گرچه که عمق را می توان به طور کلی تر تعریف کرد، رایج ترین حالتی که در نظر می گیرند، حالت مدول بر روی حلقه موضعی نوتری جابجایی است. در این حالت، عمق یک مدول توسط رابطه اوسلندر-بوکسباوم با بعد تصویری اش مرتبط شده است. خاصیت ساده تری از بعد یک مدول نابرابری زیر است:
{\displaystyle \mathrm {depth} (M)\leq \dim(M),}
که در آن {\displaystyle \dim M} بعد کرول مدول {\displaystyle M} است. از عمق برای تعریف دسته جات مختلفی از حلقه ها و مدول هایی با خواص مناسب استفاده شده است، مثل، حلقه ها و مدول های کوهن-مکالی که در موردشان نامساوی فوق تبدیل به تساوی می شود.

## تعریف
فرض کنید {\displaystyle R} حلقه ای جابجایی باشد و {\displaystyle I} ایده‌آلی از {\displaystyle R} و {\displaystyle M} یک {\displaystyle R}-مدول متناهی (متناهیاً تولید شده) با این خاصیت باشد که {\displaystyle IM} زیر مجموعه محضی از {\displaystyle M} باشد. آنگاه {\displaystyle I}-عمق {\displaystyle M} که به آن درجه (به انگلیسی: grade) نیز گفته می شود، به صورت زیر تعریف می گردد:
{\displaystyle \mathrm {depth} _{I}(M)=\min\{i:\operatorname {Ext} ^{i}(R/I,M)\neq 0\}.}
براساس این تعریف، برای حلقه موضعی چون {\displaystyle R} در ایده‌آل ماکسیمالی چون {\displaystyle {\mathfrak {m}}} در صورتی که به این حلقه از دید مدولی روی خودش نگاه شود، می توان مفهوم عمق را تعریف کرد. در این صورت عمق این حلقه همان {\displaystyle {\mathfrak {m}}}-عمق آن به عنوان {\displaystyle R}-مدول است.
براساس قضیه ای از دیوید ریس، عمق را می توان با استفاده از مفهوم دنباله منظم نیز تعریف کرد.